# Scheloribates xylobatoides
Scheloribates xylobatoides är en kvalsterart som beskrevs av Sandór Mahunka 1977. Scheloribates xylobatoides ingår i släktet Scheloribates och familjen Scheloribatidae. Inga underarter finns listade i Catalogue of Life.